# Saint-Vincent-la-Châtre
Saint-Vincent-la-Châtre là một xã thuộc tỉnh Deux-Sèvres trong vùng Nouvelle-Aquitaine phía tây nước Pháp. Xã này nằm ở khu vực có độ cao từ 142-177 mét trên mực nước biển.